# Xam'd: Lost Memories
Xam'd: Lost Memories (亡念のザムド?, Bönen no Zamudo), letteralmente Zamned della Memoria perduta, è una serie anime ideata da Bones e sviluppata dalla stessa in collaborazione con Sony Computer Entertainment e Aniplex.
La sua prima pubblicazione è avvenuta attraverso il servizio di download video dell'E3 2008 di PlayStation Network (PSN) ad aprile di quell'anno. La prima TV è invece stata resa disponibile nelle reti di trasmissione giapponesi da aprile 2009.

## Trama
L'isola di Sentan è collocata giusto sulla frontiera della guerra in corso tra l'impero di Nord e quello del Sud ma, essendo una zona franca, è relativamente tranquilla. Qui vive Akiyuki Takehara, un comune studente delle superiori, insieme alla madre.
Un giorno si trova ad aiutare una giovane dai capelli bianchi a salire sull'autobus scolastico ma, una volta giunti a destinazione, questa fa detonare un congegno che impianta nel braccio di Akiyuki un misterioso essere che lo trasforma in un mostro. In quel momento l'esercito del Nord attaccano l'isola e negli scontri che seguono Nakiami (Amazzone del cielo), una ragazza esperta in meccanica, riesce a farlo tornare in forma umana e portarlo in salvo sulla nave postale di cui è membro dell'equipaggio.
Qui lo medica, gli dà un lavoro e comincia un percorso in cui gli insegna ad accettare il fatto di essere diventato uno Xam'd (mostro bianco), a capire l'Hiruko (l'essere impiantato nel suo braccio) e lo istruisce a controllare i poteri che questo gli ha donato.

## Personaggi
- Akiyuki Takehara (竹原 アキユキ?, Takehara Akiyuki): Il protagonista della serie. Akiyuki è uno studente di scuola superiore che vive nell'isola di Sentan. Il casuale incontro con un Ruikon lo catapulta nel mondo di Xam'd.

- Nakiami (ナキアミ?): Co-protagonista femminile della serie, Nakiami vive nella Zanbani, una nave postale comandata da Ishuu Benikawa. Lei sa molto del mondo del Xam'd, e insegna ad Akiyuki come controllare i suoi poteri, mossa dal desiderio di un mondo privo di conflitti.

- Haru Nishimura (西村 ハル?, Nishimura Haru): Haru è una studentessa superiore sull'isola di Sentan, e amica d'infanzia di Akiyuki. Dopo la scomparsa dell'amico fa la promessa alla madre di Akiyuki che lo avrebbe trovato e si sarebbe presa cura di lui. Si unisce quindi ai militari Mainsoul nella speranza di raggiungerlo.

- Furuichi Teraoka (寺岡 フルイチ?, Teraoka Furuichi): Amico di Akiyuki e Haru, si unisce a sua volta ai militari Mainsoul, dove dimostra subito grande talento nel combattere gli Xam'd. Alimentato dalla gelosia e dalla rabbia verso Akiyuki, seguendo un progetto segreto, verrà trasformato a sua volta in uno Xam'd.

- Midori Nishimura (西村 ミドリ?, Nishimura Midori): Sorella minore di Haru, che a seguito di un incidente stradale avvenuto due anni prima, in cui ha perso la vita la madre, è costretta a camminare con l'ausilio delle stampelle.

- Fusa Takehara (竹原 フサ?, Takehara Fusa): Madre di Akiyuki. Dopo aver scoperto che suo figlio Akiyuki è scomparso fa di tutto per trovarlo. Ha un rapporto molto familiare con Haru, tanto da affidare a lei le cure del proprio figlio, dopo aver scoperto che è ancora vivo.

- Ryuuzou Takehara (竹原 リュウゾウ?, Takehara Ryūzō): Padre di Akiyuki e marito di Fusa. Medico locale dell'isola, sembra preoccuparsi più sul suo lavoro di sua moglie e il figlio. Ha un passato travagliato come ricercatore militare. Ha un rapporto travagliato con questo suo passato.

- Ishuu Benikawa (紅皮 伊舟?, Benikawa Ishū): Il capitano della nave postale internazionale Zanbani.

- Raigyo Tsunomata (角股 雷魚?, Tsunomata Raigyo): Recentemente ritornato alla Zanbani dopo un viaggio due anni in giro per il mondo come fotografo e vagabondo. A differenza di Akiyuki, Raigyo sembra avere un maggiore controllo sulla sua capacità di cambiare tra la forma umana e Xam'd e quindi sembra avere un rapporto migliore con il proprio Hiruko, che sembra avere poteri legati all'acqua.

- Akushiba (アクシバ?): Compagno di stanza Akiyuki a bordo della Zanbani, è molto orgoglioso della propria velocità come corriere. Ha una collezione di riviste di pin-up girl e Centerfolds e ha anche una cotta per l'unica donna vicino alla sua età sulla nave, Nakiami.

- Yunbo (ユンボ?): Responsabile della cucina del Zanbani, è la madre di Hinokimaru (ヒノキ丸?) e agisce come una madre anche per kobako (コバコ?), che vivono anch'essi a bordo della nave.

- Ahm (アーム?, Āmu): Pilota della Zanbani,gestisce anche il cannone principale. Cerca di essere una figura paterna per Hinokimaru, il cui vero padre è morto nel "Settore Nord".

- Kiselji (キセル爺?, Kiseru Jii): Meccanico della Zanbani che lascia raramente la propria sala macchine.

- Madam Tenshin (天心様?): Una vecchia saggia che vive a bordo della nave. Funge da guida per Nakiami, Raigyo e Akiyuki. Lascia raramente suo alloggio e mantiene spesso entrambi gli occhi chiusi, aprendo occasionalmente un occhio solo mentre parla.

## Episodi
| Nº | Giapponese 「Kanji」 - Rōmaji                                                                                              | In onda           | In onda |
| Nº | Giapponese 「Kanji」 - Rōmaji                                                                                              | Giapponese        |         |
| 1  | 「ザムド陽炎に現る」 - Zamudo Kagerō ni Arawaru                                                                            | 24 settembre 2008 |         |
| 2  | 「尖端島思考停止」 - Sentan-tō Shikō Teishi                                                                                | 24 settembre 2008 |         |
| 3  | 「偽装国際郵便船」 - Gisō Kokusai Yūbinsen                                                                                 | 1º ottobre 2008   |         |
| 4  | 「この世に響く耳鳴りの数々」 - Konoyo ni Hibiku Miminari no Kazukazu                                                       | 1º ottobre 2008   |         |
| 5  | 「調停する者しない者」 - Chōtei suru Mono Shinai Mono                                                                      | 8 ottobre 2008    |         |
| 6  | 「ハルと極東自治区」 - Haru to Kyokutō Jichiku                                                                             | 8 ottobre 2008    |         |
| 7  | 「屹立背負うは命か猫股か」 - Kitsuritsu Seō wa Inochi ka Nekomata ka                                                       | 15 ottobre 2008   |         |
| 8  | 「詰腹峠のヒトガタ狩り」 - Tsumebara Tōge no Hitogata Kari                                                                 | 15 ottobre 2008   |         |
| 9  | 「水もしたたる角股雷魚」 - Mizu mo Shitataru Tsunomata Raigyo                                                              | 22 ottobre 2008   |         |
| 10 | 「過去 重い斬る」 - Kako Omoi Kiru                                                                                         | 22 ottobre 2008   |         |
| 11 | 「襲撃 ザンバニ号」 - Shūgeki Zanbani-gō                                                                                   | 29 ottobre 2008   |         |
| 12 | 「暗闇で咲く花」 - Kurayami de Saku Hana                                                                                   | 29 ottobre 2008   |         |
| 13 | 「タダ裸足デ走ルシカナイ」 - Tada Hadashi de Hashiru Shikanai                                                              | 5 novembre 2008   |         |
| 14 | 「蒼スギル空」 - Ao Sugiru Sora                                                                                            | 12 novembre 2008  |         |
| 15 | 「まま 眠れる魂」 - Mama Nemureru Tamashii                                                                                 | 19 novembre 2008  |         |
| 16 | 「途上の季節が炎え墜ちる」 - Tojō no Kisetsu ga Moe Ochiru                                                                 | 26 novembre 2008  |         |
| 17 | 「子羊とオボロ月」 - Kohitsuji to oboro gatsu                                                                              | 3 dicembre 2008   |         |
| 18 | 「そこから何が見えるか」 - Sokokara nani ga mie ruka                                                                       | 10 dicembre 2008  |         |
| 19 | 「偶発 ロマンス開花」 - Gūhatsu romansu kaika                                                                              | 17 dicembre 2008  |         |
| 20 | 「涙咲く 散る会うと」 - Namida saku chiru au to                                                                            | 24 dicembre 2008  |         |
| 21 | 「禁漁区潜入「泣いたら負けだ」フサはずっとそう思っていた」 - Kinryō ku sennyū (nai tara make da) fusa hazuttosō omotte ita | 31 dicembre 2008  |         |
| 22 | 「凍二郎とリュウゾウ」 - Tō jirō to ryūzō                                                                                  | 7 gennaio 2009    |         |
| 23 | 「誕生 ヒルケン皇帝」 - Tanjō hiruken kōtei                                                                                | 14 gennaio 2009   |         |
| 24 | 「亡き魂の邂逅」 - Naki tamashii no kaikō                                                                                  | 21 gennaio 2009   |         |
| 25 | 「ナキアミとサンノオバ」 - Nakiami to sannooba                                                                             | 28 gennaio 2009   |         |
| 26 | 「大きいな石と少女」 - Ookiina ishi to shōjo                                                                               | 4 febbraio 2009   |         |